# Мартин, Уильям (яхтсмен)
Уильям Мартин (фр. William Martin; 25 октября 1828, Руан — 27 февраля 1905, VIII округ Парижа) — французский яхтсмен, серебряный призёр летних Олимпийских игр 1900. Второй по возрасту призёр в истории Олимпийских игр.
Внук англичанина Джеймса Коула Мартина, который переехал во Францию и открыл свой бизнес. Дед Уильяма получил французское гражданство в 1817 году. Сам Уильям обучался в Англии, но затем вернулся во Францию, чтобы руководить семейной фабрикой. Позднее создал газовую компанию Déville, которой руководил до своей смерти в 1905 году.
На Играх 1900 года в Париже 71-летний Мартин участвовал в нескольких парусных гонках. На яхте Crabe II в классе 0,5—1 тонны он занял второе место, получив серебряную медаль. На этой же яхте он участвовал в гонке открытого класса, но его экипаж не смог финишировать. В 3—10 тонны с Pirouette занял седьмое место.
Мартин родился раньше всех других людей, принимавших участие в Олимпийских играх современности. Среди призёров он занимает второе место по возрасту (71 год и 211 дней), уступая только шведскому стрелку Оскару Свану (72 года и 280 дней).